# 保拉弗雷塔斯
保拉弗雷塔斯是巴西巴拉那州的一个市镇。总面积420.331平方公里，总人口45691人，人口密度108.7人/平方公里。